# Ruslan Glibov
Ruslan Glibov (ukrajinsky Руслан Глебов; * 28. ledna 1987 Dnipro) je ukrajinský reprezentant a vicemistr světa v orientačním běhu. Jeho největším úspěchem je stříbro z klasické trati na mistrovství světa 2018 v Lotyšsku, které získal, když nestačil pouze na Olava Lundanese. O tři roky později přidal na mistrovství světa 2021 v České republice bronzovou medaili v závodě na krátké trati. V tomto závodě skončil za Matthiasem Kyburzem a Gustavem Bergmanem. V roce 2019 vyhrál slavné mezinárodní závody O-Ringen. Závodí za švédský klub OK Ravinen.